# Terratrèmol de Van del 2011

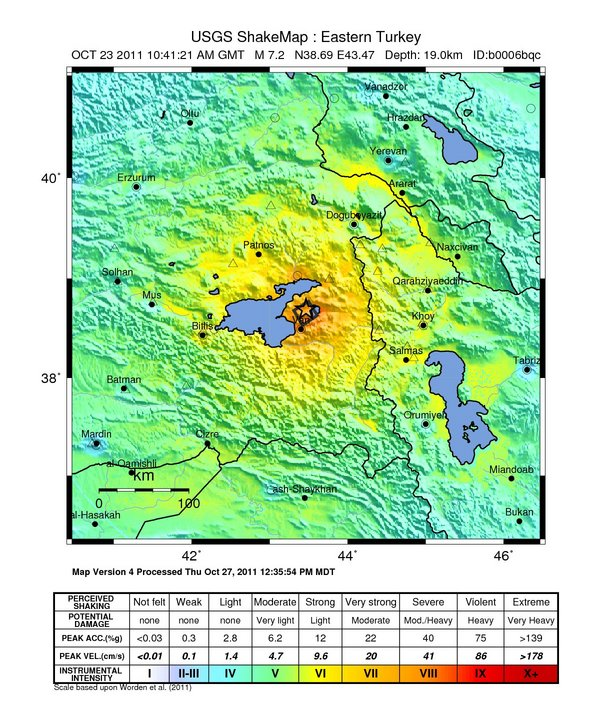
Mapa de l'USGS on es representa la sacsejada del terratrèmol de Van

El terratrèmol del 2011 a Van va ser un destructiu sisme de magnitud 7.2 MW que sacsejà el Kurdistan sota administració turca, especialment la zona propera a la ciutat de Van, el diumenge 23 d'octubre de 2011 a les 13:41 hora local. Va ocórrer a una profunditat no gaire important (20 km), va causar una forta sacsejada a tota la part oriental de Turquia i se sentí també al Pròxim Orient. Hi va haver forts danys a extenses àrees del país i a les seves estructures, i es considera que va causar la mort de més de 500 persones.

## Geologia
El moviment sísmic al Kurdistan, de magnitud 7.2 (Mw), es va localitzar a uns 16 km al nord-est de la ciutat de Van, Turquia, i a una profunditat focal aproximada de 20 km. La seva regió central i bona part de la regió més oriental de Turquia descansa cap al límit sud de la complexa zona de col·lisió continental entre la Placa aràbiga i la Placa eurasiàtica, més enllà de l'abast oriental de les zones de falla d'Armènia i d'Àsia Menor. Part de la convergència entre aquestes dues plaques té lloc al llarg del plec i falla inversa de Zagros. El mecanisme focal del terratrèmol indica falla inversa obliqua, coherent amb la tectònica esperada en aquesta regió.
A causa de la seva gran intensitat i poca profunditat, el terratrèmol produí significatius moviments de terra en una àrea força gran. Es va produir una sacsejada important, de fins a MM IX en l'Escala de Mercalli a la ciutat de Van. tot i que es van observar fortes sacsejades (de MM VIII) en moltes viles i zones menys poblades al voltant de l'epicentre. Moviments de terra més lleugers però ben sentits ((MM V–III)) es van estendre molt més lluny a través de la regió, fins a arribar a països circumdants com Armènia, l'Azerbaidjan, Geòrgia, l'Iran, l'Iraq, i Síria. Segons l'Institut Geofísic d'Israel, el terratrèmol se sentí fins i tot a Tel-Aviv.

## Impacte

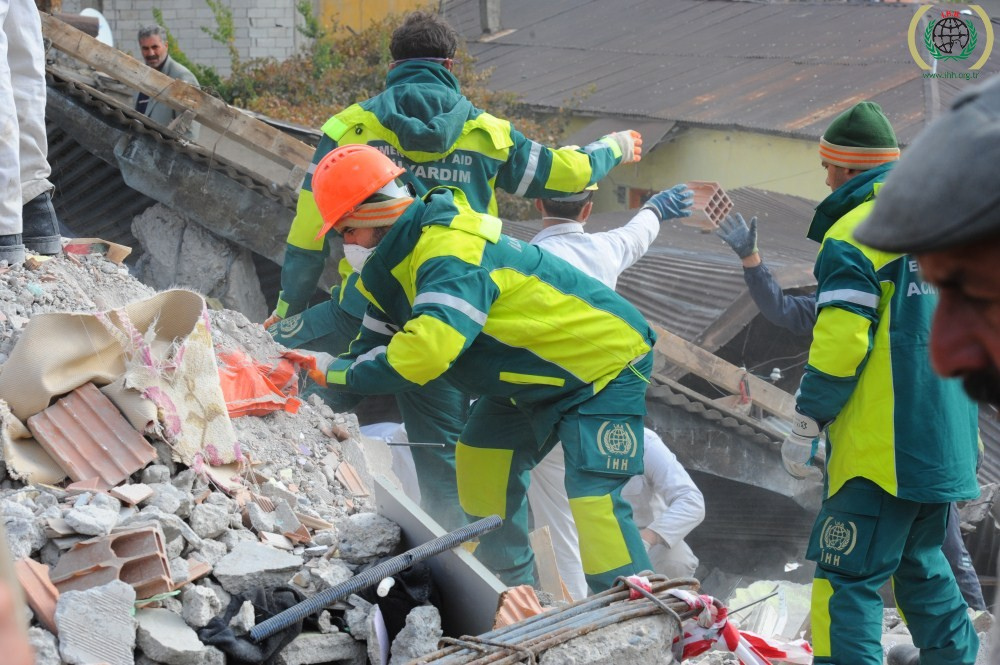
Membres dels equips de rescat durant les tasques de desenrunament a Van (26 d'octubre del 2011)

El terratrèmol i les seves rèpliques afectaren bona part de Turquia oriental, esfondraren centenars d'edificis i enterraren nombroses víctimes sota la runa. D'acord amb la Direcció de Desastres i Situacions d'Emergències de Turquia (AFAD), amb data 30 d'octubre el nombre de víctimes mortals arribava a les 596 persones, i el nombre de ferits era de 4.152. Dels 11.232 edificis danyats que van ser examinats a la regió, 6.107 van ser considerats com a inhabitables, la qual cosa afecta al voltant de 8.321 llars, que considerant una ocupació mitjana de 7.6 persones per habitatge, podria significar que al voltant de 60.000 persones s'haurien quedat sense sostre. Els altres 5.125 edificis haurien estat afectats, però es podrien considerar habitables.

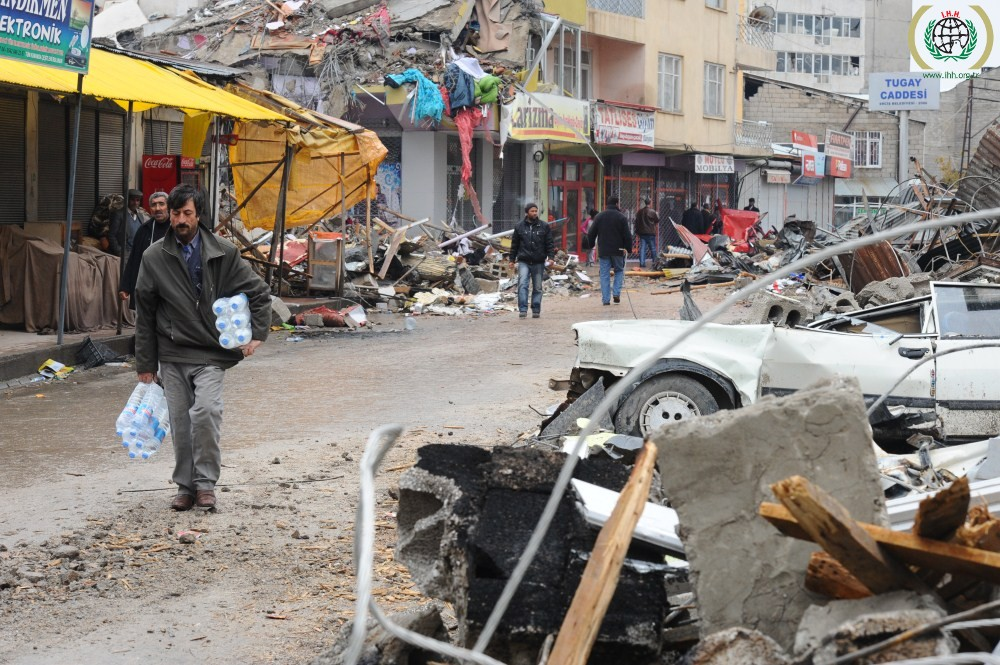
Edificis i altres estructures esfondrades a Van

En el centre de ciutat de Van, es va confirmar la mort de com a mínim 100 persones i l'esfondrament de 970 edificis dins i al voltant de la ciutat. L'Aeroport Ferit Melen de Van va resultar també afectat, però es facilitaren informes contradictoris: Segons NTV, els avions van ser desviats a les ciutats veïnes, mentre que segons l'Agència de Notícies d'Anatòlia, el terratrèmol no interrompé el trànsit aeri.

## Reacció internacional
La Unió Europea i l'OTAN expressaren les seves condolences i l'OTAN oferí ajut. El President de la de facto República Turca de Xipre del Nord, Derviş Eroğlu, també expressà les seves condolences. El President d'Armènia, Serj Sargsian, envià les seves condolences al seu homòleg turc, Abdullah Gül, i li oferí ajut immediat. El President dels Estats Units, Barack Obama digué: "Estem braç a braç amb el nostre aliat turc en aquest moment difícil i estem preparats per ajudar les autoritats turques.".
Armènia,Azerbaidjan, Bulgària, la Xina, Dinamarca, Georgia, Alemanya, Grècia, Hongria, l'Iran, Irlanda, Israel, Japó, Kosovo, Nova Zelanda, el Pakistan, Polònia, Portugal., Russia, Corea del Sud, Suècia, Suïssa, Taiwan, Ucraïna, el Regne Unit, i els Estats Units també van oferir ajut a Turquia després del terratrèmol.
EL President de Turquia Abdullah Gül, digué que els equips turcs eren capaços de gestionar l'direcció de desastre. Així, a partir de 23 d'octubre, Turquia manifestà que declinava totes les propostes d'ajut amb l'excepció dels veïns Azerbaidjan, Bulgària, i l'Iran, amb l'ajut i els rescatadors que ràpidament van arribar a la zona després del sisme, sense notificar-ho al Ministeri d'Afers Exteriors. La Mitja Lluna Roja iraniana muntà camps refugiats per acomodar la gent que s'havia quedat sense sostre a causa del terratrèmol. Diversos ferits van ser traslladats per al seu tractament a la ciutat fronterera iraniana de Khoy. No obstant això, el 25 d'octubre, Turquia va anunciar que acceptaria també ajut provinent d'altres països, incloent-hi Israel. Després d'aquesta petició, Israel va fer arribar per aire caravanes a la regió devastada. Els supervivents i els polítics de l'oposició havien criticat la gestió de la crisi per part del govern.

## Terratrèmol del 9 de novembre
Es va produir un altre terratrèmol a la mateixa zona el dia 9 de novembre, a les 23:23 hora local (19:23 UTC), que va causar 19 morts. Es va localitzar a 16 km al sud de Van. Entre els edificis que es van ensorrar hi havia l'Hotel Bayram, on s'hostatjaven diversos periodistes i membres dels equips de rescat. Alguns periodistes atrapats entre la runa van enviar missatges de text on demanaven que els anessin a rescatar. Es va informar de la mort d'un membre japonès de l'equip de rescat. No és clar a hores d'ara si el terratrèmol del 9 de novembre va ser una rèplica del terratrèmol del dia 23 d'octubre, però el centre de terratrèmols Kandilli de Turquia va afirmar que el sisme del dia 9 de novembre va ser un terratrèmol independent.
Els membres dels equips de rescat van poder treure 25 supervivents d'entre la runa dels edificis esfondrats. El Vice-Primer Ministre, Besir Atalay, va dir que el terratrèmol havia afectat 25 edificis. Com que molts edificis ja s'havien evacuat després del terratrèmol d'octubre, només hi havia 3 edificis amb gent. Altrament, el nombre de víctimes hauria estat molt pitjor.